# ریزون
ریزون (به انگلیسی: Raison) یک برند سیگار ایجاد شده در کره جنوبی است؛ که در حال حاضر توسط کی‌تی اند جی تولید می‌شود.